# Fräkentjärnen (Åsele socken, Lappland, 714721-157015)
Fräkentjärnen är en sjö i Åsele kommun i Lappland och ingår i Ångermanälvens huvudavrinningsområde. Sjön har en area på 0,0982 kvadratkilometer och ligger 370 meter över havet.

## Delavrinningsområde
Fräkentjärnen ingår i det delavrinningsområde (714705-157200) som SMHI kallar för Utloppet av Fräkentjärnen. Medelhöjden är 415 meter över havet och ytan är 11,38 kvadratkilometer. Det finns inga avrinningsområden uppströms utan avrinningsområdet är högsta punkten. Vattendraget som avvattnar avrinningsområdet har biflödesordning 3, vilket innebär att vattnet flödar genom totalt 3 vattendrag innan det når havet efter 231 kilometer. Avrinningsområdet består mestadels av skog (77 procent) och sankmarker (21 procent). Avrinningsområdet har 0,1 kvadratkilometer vattenytor vilket ger det en sjöprocent på 0,9 procent.